# Pseudoterinaea bicoloripes
Pseudoterinaea bicoloripes là một loài bọ cánh cứng trong họ Cerambycidae.